# Horst-Jürgen Gerigk
Horst-Jürgen Gerigk (* 10. November 1937 in Berlin; † 9. Februar 2024 in Heidelberg) war ein deutscher Literaturwissenschaftler. Seine Interessengebiete waren die russische, amerikanische und deutsche Literatur, der Hollywood-Film und die Geschichte der Ästhetik von Kant bis Heidegger. Gerigks Forschung zum Werk Dostojewskis machte ihn auch über den deutschsprachigen Raum hinaus bekannt.

## Leben und Werk
Gerigk hat in Heidelberg Slawistik, Philosophie und Anglistik/Amerikanistik studiert. Zu seinen Lehrern zählten Hans-Georg Gadamer und Paul Fussell. Für seine von Dmitrij Tschižewskij betreute Doktorarbeit über Dostojewskis Roman Der Jüngling wurde er 1964 zum Dr. phil. promoviert. 1971 folgte die Habilitation für das Fach Russische Literatur und Allgemeine Literaturwissenschaft. Im selben Jahr war er Mitbegründer der Internationalen Dostojewskij-Gesellschaft, der er 1998–2004 als Präsident vorstand; seit 2004 war er ein Ehrenpräsident der Einrichtung.
Seit 1974 war Gerigk Professor für Russische Literatur und Allgemeine Literaturwissenschaft an der Universität Heidelberg. Gemeinsam mit dem Medizinhistoriker Dietrich von Engelhardt und dem Psychiater Wolfram Schmitt gründete er 1983 den Arbeitskreis Psychopathologie, Kunst und Literatur.
Gerigk war Mitglied der Deutschen Gesellschaft für Allgemeine und Vergleichende Literaturwissenschaft, der Deutschen Thomas-Mann-Gesellschaft, der Martin-Heidegger-Gesellschaft und des Gesprächskreises Kultur und Kritik des Internationalen Wissenschaftsforums (IWF) der Universität Heidelberg. Seit 2008 war Gerigk korrespondierendes Mitglied der Akademie der Wissenschaften zu Göttingen und seit 2009 auch Mitglied des Kuratoriums der Deutschen Tschechow-Gesellschaft in Badenweiler. Die Universität Ulm hat ihn 2011 mit ihrer „Humboldt-Professur“ ausgezeichnet. Seit 2015 war er Ehrenvorsitzender der Turgenev-Gesellschaft Deutschland (Baden-Baden). Seit 2016 war er auch Ehrenmitglied der Deutschen Dostojewskij-Gesellschaft.

## Veröffentlichungen (Auswahl)
- Versuch über Dostoevskijs »Jüngling«. (Dissertation Heidelberg 1964). Wilhelm Fink Verlag, München 1965.
- Entwurf einer Theorie des literarischen Gebildes. Walter de Gruyter, Berlin / New York 1975 (Habilitationsschrift, Universität Heidelberg, 1971).
- Unterwegs zur Interpretation. Hinweise zu einer Theorie der Literatur in Auseinandersetzung mit Gadamers „Wahrheit und Methode“. Guido Pressler Verlag, Hürtgenwald 1989.
- Der Mensch als Affe in der deutschen, französischen, russischen, englischen und amerikanischen Literatur des 19. und 20. Jahrhunderts. Guido Pressler, Hürtgenwald 1989.
- Die Sache der Dichtung, dargestellt an Shakespeares „Hamlet“, Hölderlins „Abendphantasie“ und Dostojewskijs „Schuld und Sühne“. Guido Pressler, Hürtgenwald 1991.
- Die Russen in Amerika.Dostojewskij, Tolstoj, Turgenjew und Tschechow in ihrer Bedeutung für die Literatur der USA. Guido Pressler, Hürtgenwald 1995.
- Dostojewskij, der „vertrackte Russe“. Die Geschichte seiner Wirkung im deutschen Sprachraum vom Fin de siècle bis heute. Attempto, Tübingen 2000.
- Lesen und Interpretieren. 3. Auflage. Mattes, Heidelberg 2013.
- Staat und Revolution im russischen Roman des 20. Jahrhunderts, 1900–1925. Eine historische und poetologische Studie. Mattes, Heidelberg 2005.
- Der Spur der Endlichkeit. Meine akademischen Lehrer. Vier Porträts. Dmitrij Tschižewskij, Hans-Georg Gadamer, Réne Wellek, Paul Fussell. Universitätsverlag Winter, Heidelberg 2007.
- Mit Rudolf Neuhäuser: Dostojewskij im Kreuzverhör. Ein Klassiker der Weltliteratur oder Ideologe des neuen Rußland? Zwei Abhandlungen. Mattes, Heidelberg 2008.
- Ein Meister aus Russland. Beziehungsfelder der Wirkung Dostojewskijs. Vierzehn Essays. Universitätsverlag Winter, Heidelberg 2010.
- Puschkin und die Welt unserer Träume. Zwölf Essays zur russischen Literatur des 19. und 20. Jahrhunderts. Humboldt-Studienzentrum, Ulm 2011.
- Dichterprofile. Tolstoj. Gottfried Benn. Nabokov. Universitätsverlag Winter, Heidelberg 2012.
- Dostojewskis Entwicklung als Schriftsteller. Vom „Toten Haus“ zu den „Brüdern Karamasow“. S. Fischer Verlag, Frankfurt am Main 2013.
- Turgenjew. Eine Einführung für den Leser von heute. Universitätsverlag Winter, Heidelberg 2015.
- Lesendes Bewusstsein. Untersuchungen zur philosophischen Grundlage der Literaturwissenschaft. Berlin und Boston: de Gruyter 2016.
- Vom Igor-Lied bis Doktor Schiwago. Lesetipps zur russischen Literatur. Heidelberg: Mattes Verlag 2018.
- Georg Lukács und Hegel. Anmerkungen zur „Theorie des Romans“. Heidelberg: Mattes Verlag 2018.